# Tannenhalde
Die Tannenhalde ist ein vom Regierungspräsidium Tübingen am 2. Mai 1980 durch Verordnung ausgewiesenes Naturschutzgebiet auf dem Gebiet der Gemeinden Langenenslingen (Landkreis Biberach) und Zwiefalten (Landkreis Reutlingen). Es ist Bestandteil des FFH-Gebiets Glastal, Großer Buchwald und Tautschbuch.

## Lage
Das Naturschutzgebiet Tannenhalde liegt etwa einen Kilometer nördlich der Ortschaft Dürrenwaldstetten im Naturraum Mittlere Flächenalb und in der geologischen Einheit des Oberjura.

## Landschaftscharakter
Das Gebiet ist größtenteils bewaldet. Es umfasst die steilen Talhänge beiderseits des „Kohltals“, einem Trockental der Albhochfläche. Dieses Waldgebiet ist unter der Schutzgebietsnummer 100028 mit einer Größe von 61,6 Hektar als Bannwald ausgewiesen. Durch die in der Vergangenheit wegen der schwierigen Topographie nur sehr beschränkt möglichen forstlichen Nutzung sind im Gebiet naturnahe Waldgesellschaften verschiedener Ausprägung entstanden.

## Flora und Fauna
Im Gebiet kommt unter anderem die Hirschzunge und die Alpen-Heckenkirsche vor.